# Виктор Јанукович
Виктор Федорович Јанукович (укр. Ві́ктор Фе́дорович Януко́вич, рус. Виктор Фёдорович Янукович; Јенакијеве, 9. јул 1950) бивши је председник и премијер Украјине.
Након што је одбацио украјинско-европски споразум о придруживању, Јанукович је збачен са функције у Украјинској револуцији 2014. Тренутно живи у егзилу у Русији. Јанукович је био гувернер Доњецке области, покрајине у источној Украјини, од 1997. до 2002. Био је премијер Украјине од 21. новембра 2002. до 7. децембра 2004. и од 28. децембра 2004. до 5. јануара 2005, под председником Леонидом Кучмом. Јанукович се први пут кандидовао за председника 2004. године: прошао је у други круг избора и првобитно је проглашен за победника против бившег премијера Виктора Јушченка. Међутим, избори су били препуни оптужби за изборну превару и застрашивање бирача. Ово је изазвало широке протесте и грађани су потом окупирали Трг независности, а протести су порасли у оно што је постало познато као Наранџаста револуција. Врховни суд Украјине поништио је други круг избора и наложио други круг избора. Јанукович је изгубио ове друге изборе од Јушченка. Био је премијер други пут од 4. августа 2006. до 18. децембра 2007. године, под председником Јушченком.
Јанукович је изабран за председника 2010. године, победивши премијерку Јулију Тимошенко. Међународни посматрачи су изборе оценили слободним и поштеним. У новембра 2013. започео је низ догађаја који су довели до његовог свргавања са места председника. Јанукович је одбацио споразум о придруживању ЕУ, одабравши уместо тога да настави са спасавањем руског кредита и ближим везама са Русијом. То је довело до протеста и окупације кијевског Трга независности, низа догађаја који су заговорници придруживања Украјине Европској унији назвали "Евромајдан". У јануару 2014. ово се развило у смртоносне сукобе на Тргу независности и у другим областима широм Украјине, док су се грађани Украјине супротставили Беркуту и другим специјалним полицијским јединицама. У фебруару 2014. Украјина је била на ивици грађанског рата, пошто су насилни сукоби између демонстраната и специјалних полицијских снага довели до многих мртвих и повређених. Јанукович је 21. фебруара 2014. тврдио да, након дугих дискусија, постигао договор са опозицијом. Међутим, касније тог дана,  отишао је из главног града и упутио се у Харков, рекавши да је на његов аутомобил пуцано док је одлазио из Кијева, да би на крају побегао у јужну Русију.
Украјински парламент је 22. фебруара 2014. изгласао да га смени са функције и закаже нове изборе на основу тога што се "ограничио у обављању својих уставних дужности" и да је дао оставку, уместо да следи процес опозива због кривичних дела према члану 108 устава Украјине. Парламент је одредио 25. мај као датум за ванредне изборе за избор његове замене, и два дана касније, издао налог за његово хапшење, оптужујући га за масовно убијање цивила. После свог одласка Јанукович је одржао неколико конференција за штампу. У једном од њих, он се изјаснио да остаје "легитимни шеф украјинске државе којег су грађани Украјине изабрали слободним гласањем". Јануковичу је 18. јуна 2015. парламент званично одузео титулу председника. Украјински суд га је 24. јануара 2019. осудио у одсуству на тринаест година затвора због велеиздаје. Јануковичев режим су посматрачи описали као клептократију и ауторитарном.

## Ранија биографија
Виктор Јанукович је рођен у малом селу Жуковка поред градића Јенакијеве у источној Украјини. Рођен је у радничкој породици, његов отац је био возач локомотиве, етнички Белорус (из малог села Јануки), док је његова мајка била медицинска сестра, пореклом Украјинка, која је умрла када је Јануковичу било две године. Јанукович је изјавио да се сматра Украјинцем.
Године 1972. Јанукович се запослио као електричар у локалном аутобуском предузећу, а нешто касније је завршио техничку школу. Године 1980. завршио је Доњецки политехнички институт и стекао звање инжењера механике. Ускоро се запослио као главни директор превозничког предузећа у Јенакијеву и учланио се у Комунистичку партију Совјетског Савеза. Од тада се сусреће са високим совјетским функционерима. У политичкој каријери и друштвеном раду подржавао га је совјетски астронаут Георгиј Береговој.

## Председнички избори у Украјини 2010.
Након првог круга избора, у други круг (7. фебруара 2010) су ушли Виктор Јанукович и Јулија Тимошенко. Према званичним подацима изборне комисије (након 98,09% пребројених гласова) Виктор Јанукович је победио са освојених има 48,55% гласова, док је Јулија Тимошенко добила 45,88% гласова.
Јанукович је највише гласова добио у источном делу Украјине.